# 印姓
印姓是中文姓氏之一，在《百家姓》中排第265位，在现代它是极罕见的姓氏。

## 起源
出自姬姓，后以祖先名字为姓。《元和姓纂》载，春秋时期，郑穆公有子名叫睔，字子印，他的孙子段以其祖父的字为姓。

## 郡望
- 冯翊郡：汉武帝置左冯翊，三国曹魏改为冯翊郡。今为陕西大荔县。

## 延伸阅读
[在维基数据编辑]
 《百家姓》
 《欽定古今圖書集成·明倫彙編·氏族典·印姓部》，出自陈梦雷《古今圖書集成》